# تشارلز بوون
تشارلز بوون (بالإنجليزية: Charles Boone)‏ هو ملحن أمريكي، ولد في 21 يونيو 1939 في كليفلاند في الولايات المتحدة.